# Прощурады
Прощурады (укр. Прощуради) — село, Озерянский сельский совет,
Кобелякский район,
Полтавская область,
Украина.
Код КОАТУУ — 5321885104. Население по переписи 2001 года составляло 183 человека.

## Географическое положение
Село Прощурады находится на расстоянии до 2-х км от сёл Баранники, Озера и Морозы.

## История
Есть на карте 1869 года